# Kalyadi, Arsikere
Kalyadi là một làng thuộc tehsil Arsikere, huyện Hassan, bang Karnataka, Ấn Độ.